# Andreas Mogensen
Andreas Enevold Mogensen (Kopenhagen, 2 november 1976) is een Deens ruimtevaarder van de ESA. Mogensen zijn eerste ruimtevlucht was Sojoez TMA-18M en vond plaats op 2 september 2015. De missie bracht een nieuwe bemanning naar het Internationaal ruimtestation ISS.
Sinds 2009 is hij lid van het Europees astronautenkorps. Hij werd de eerste Deen in de ruimte en ontving de Koninklijke Beloningsmedaille.

## Huginn missie
In 2023 is Mogensen nogmaals naar het ISS afgereisd als de eerste niet Amerikaanse piloot van een Crew Dragon. Hij stond reserve voor SpaceX Crew-6 en werd gelanceerd als bemanningslid van SpaceX Crew-7.
Op 26 september 2023 nam Mogensen het commando van het  internationale ruimtestation over van Sergej Prokopjev.
De ESA-missie wordt uitgevoerd onder de naam Huginn. Die naam vindt zijn oorsprong in de Noorse mythologie met Huginn en Muninn, twee raafhandlangers van de god Odin. Samen symboliseren de twee de menselijke geest, waarbij Huginn het denken vertegenwoordigt en Muninn het geheugen.